# USS Constellation contro L'Insurgente
La USS Constellation contro L'Insurgente, o l'Azione del 9 Febbraio 1799, è stato un combattimento tra due fregate, una della Marina Francese e l'altra della neonata United States Navy durante la quasi-guerra. La battaglia si risolse con la cattura de L'Insurgente da parte della USS Constellation.
L'anno precedente era iniziata una guerra non dichiarata tra gli Stati Uniti d'America e la Francia a causa degli attacchi corsari francesi contro navi statunitensi. Uno squadrone di queste sotto il comando del commodoro Thomas Truxtun venne spedito in pattuglia nelle acque tra Porto Rico e Saint Kitts, con l'ordine di ingaggiare qualsiasi forza francese nell'area. Mentre Truxtun navigava separato dal suo squadrone sulla ammiraglia USS Constellation, avvistò L'Insurgente. Dopo un inseguimento attraverso una tempesta, la Constellation riuscì a ingaggiare la fregata francese. Il combattimento durò un'ora e quattordici minuti e si concluse con la resa e la cattura de L'Insurgente. I francesi ebbero gravi perdite durante il combattimento, mentre i morti e feriti statunitensi furono pochi. L'Insurgente fu portata a Saint Kitts e commissionata nella United States Navy con il nome di USS Insurgent. Truxtun ricevette onori e riconoscimenti dal governo degli Stati Uniti e dalla popolazione in generale.

## Situazione iniziale
Nel 1798 a causa di attacchi pirati dei corsari francesi ai danni della marina mercantile della giovane nazione nordamericana, era cominciata una guerra non dichiarata tra Stati Uniti e Francia. In risposta a tali attacchi, il governo degli Stati Uniti decise di passare all'offensiva spedendo quattro squadroni navali nei Caraibi con l'ordine di impedire ai corsari di attaccare navi statunitensi. Uno di questi, sotto il comando del commodoro Thomas Truxtun, fu inviato di pattuglia tra le isole di Porto Rico e Saint Kitts. Lo squadrone di Truxtun era composto dall'ammiraglia, la fregata USS Constellation, la fregata da 20 cannoni Baltimore, dai brigantini Richmond e Norfolk e dal cutter Virginia. Contro lo squadrone di Truxtun c'erano alcune vele francesi di base in Guadalupa, tra le quali diverse navi corsare e due fregate della Marina nationale e una piccola corvetta da 20 cannoni. L'Insurgente lasciò il porto di Guadalupa l'8 febbraio, capitanata da Michel-Pierre Barreaut.
Nonostante la Constellation fosse ufficialmente classificata dalla United States Navy come una fregata da 1265 tonnellate da 36 cannoni, durante la quasi-guerra essa portò un armamento maggiore di 38 cannoni. Consistente in ventotto cannoni da 24 libbre sul suo ponte di coperta e da dieci da 12 libbre sul ponte secondario, la sua potenza di fuoco complessiva era di 180 kg (396 libbre). L'Insurgente, invece, classificata come fregata di classe Sémillante da 950 tonnellate da 32 cannoni, ne montava in realtà 40, consistenti in ventiquattro cannoni da 12 libbre, due da 18 libbre, otto da 6 libbre, oltre a quattro carronate da 32 libbre e due da 24 libbre. Nonostante la nave di Barreaut portasse due cannoni in più, la potenza di fuoco complessiva de L'Insurgente era di 128 kg (282 libbre), inferiore a quella del Constellation. La fregata francese aveva 409 membri dell'equipaggio contro i 309 americani e sarebbe quindi stata favorita in caso di abbordaggio, ma nello scontro a distanza gli statunitensi erano superiori.

## La battaglia
A mezzogiorno del 9 febbraio, mentre navigavano separati dallo squadrone, gli uomini di Truxtun avvistarono una fregata di fronte alle coste di Nevis. La nave batteva bandiera americana, e la Constellation tentò di avvicinarsi per investigare. A insaputa dell'equipaggio, la fregata era la francese L'Insurgente sotto il comando del capitano Michel-Pierre Barreaut. Avvicinandosi, Truxtun segnalò alla nave sconosciuta di identificarsi alzando prima i segnali britannici e poi quelli americani. Incapace di rispondere correttamente, L'Insurgente ammainò la bandiera americana, alzò quella francese e fece fuoco con un cannone. Alle 12:30 Barreaut, scambiando la fregata americana per una corvetta, diresse verso le isole olandesi di Saba e Sint Eustatius per sfuggire al suo assalitore. Truxtun iniziò l'inseguimento. Alle 13:30 le due navi incontrarono burrasca e a subire i danni più rilevanti fu L'Insurgente, che perse il suo albero di gabbia, mentre la Constellation non ne subì alcuno e poté così raggiungere Barreaut.
Anche se la nave di Truxton inizialmente possedeva la posizione di vantaggio sopravvento, era sovra-armata e il suo lato sottovento talmente inclinato da non poter aprire i sabordi da quella parte. Truxton decise di cedere la posizione sopravvento ai Francesi e manovrò portandosi sul lato sottovento de L'Insurgente avvicinandola da tribordo. In tale posizione la Constellation aveva lo svantaggio del vento, ma poteva utilizzare i cannoni. Vedendo la Constellation avvicinarsi, Barreaut tentò di comunicare con il nemico per evitare il combattimento. Gli statunitensi ignorarono i tentativi di comunicazione e giunti alle 50 yarde aprirono il fuoco con una prima bordata. I cannoni, caricati con colpi doppi, danneggiarono pesantemente il castello di poppa. La nave di Barreaut rispose al fuoco con una propria bordata che danneggiò l'albero prodiero della Constellation. Il guardiamarina David Porter, di stanza tra il sartiame dell'albero danneggiato, riuscì a ridurre la pressione del velaggio su di esso evitandone la caduta. L'Insurgente tentò di avvicinare la fregata americana per un abbordaggio. Tuttavia, con il sartiame in migliori condizioni, la Constellation evitò facilmente il tentativo di abbordaggio.
La Constellation superò L'Insurgente colpendola a prua con una bordata di infilata. Truxtun manovrò poi la Constellation sul lato di babordo de L'Insurgente e fece fuoco con ulteriori bordate, colpendo duramente la fregata francese e ricevendo in cambio danni al sartiame. La Constellation superò poi nuovamente L'Insurgente', colpendo nuovamente la prua nemica e affiancandola poi a tribordo continuando il fuoco fino a che non mise fuori uso i cannoni da 18 libbre francesi. La Constellation superò una terza volta la fregata nemica, ma la nave francese aveva a questo punto subito danni troppo grandi. I tentativi dell'equipaggio di Barreaut di riparare il sartiame de L'Insurgente non diedero risultati e il capitano francese, di conseguenza, fu obbligato ad ammainare la bandiera e arrendersi al nemico. L'intero combattimento durò un'ora e quattordici minuti.

## Bilancio
La vittoria della Constellation fu la prima della appena nata United States Navy. Dopo che Barreaut ebbe ammainato bandiera, Truxtun mandò una squadra a bordo per identificare e prendere possesso della nave. Fu solo allora che gli americani conobbero l'identità precisa del nemico. Burrasca e battaglia avevano causato enormi danni alla fregata francese. La Constellation aveva subito danni moderati al sartiame ma per il resto era intatta. Le perdite francesi furono di 29 morti e 41 feriti. Per gli americani invece due morti e due feriti. Un marinaio statunitense morì poco dopo la fine del combattimento a causa delle ferite riportate nello scontro, e un altro fu giustiziato per codardia dal tenente del Constellation Andrew Sterett per aver abbandonato il suo posto ai cannoni all'inizio dell'ingaggio.
Conclusa l'azione, la Constellation cominciò a caricare i prigionieri di guerra da L'Insurgente, ma al calar della sera le due navi furono separate da una tempesta. A bordo de L'Insurgente rimasero il tenente della Constellation John Rodgers, il guardiamarina David Porter, e 11 marina semplici, insieme con 170 prigionieri francesi. Gli americani furono costretti al governo della nave in forte sottonumero, dovendosi occupare contemporaneamente della sorveglianza dei prigionieri francesi. Poiché i prigionieri erano in superiorità numerica rispetto ai loro carcerieri e nessuna maniera di garantirne la custodia fu trovata in coperta, i francesi furono rinchiusi nei ponti inferiori della nave catturata. Alla fine, dopo tre notti, L'Insurgente fu condotta presso Saint Kitts, dove la Constellation la stava attendendo.
Mentre si trovava presso il deposito navale statunitense a Saint Kitts, i potenti ma scomodi cannoni da 24 libbre della Constellation furono rimossi e sostituiti con cannoni da 18 libbre. Successivamente, presso la Court of Appeals in Cases of Capture statunitense a Norfolk, in Virginia, L'Insurgente fu condannata a essere venduta come preda di guerra, e il ricavato distribuito tra l'equipaggio della Constellation. Il Segretario alla Marina, Benjamin Stoddert, riuscì a negoziare l'ammontare del riscatto scendendo giù dagli iniziali 120000 $ a 84000 $ prima di acquistare L'Insurgente e rimetterla in servizio nella Marina degli Stati Uniti come USS Insurgent.
Per la sua vittoria su L'Insurgente, Truxtun ricevette riconoscimenti sia in patria che all'estero. Quando i dettagli dell'azione raggiunsero Londra, Truxtun fu solennemente festeggiato dai mercanti locali che gli inviarono in dono un piatto d'argento per commemorare la sua vittoria. Negli Stati Uniti, il morale risalì dopo aver saputo della prima vittoria americana sui francesi. Truxtun fu citato da Benjamin Stoddert, il Segretario della Marina, per la sua eccellente condotta durante l'azione, e canzoni e poesie come Brave Yankee Boys ("I coraggiosi ragazzi yankee") furono in seguito scritte per celebrare l'evento. Al contrario, quando Barreaut tornò in Francia fu accusato di non essere riuscito a opporre una resistenza sufficiente durante l'azione e fu deferito alla corte marziale. Nonostante le accuse, egli era stato elogiato dallo stesso Truxton per il suo coraggio e fu in seguito assolto durante la corte marziale. I francesi si infuriarono dopo essere venuti a conoscenza dei risultati dell'azione, in quanto i due paesi non erano ufficialmente in guerra; il governatore della Guadalupa, Edme Étienne Borne Desfourneaux, chiese che l'Insurgent venisse restituita al controllo francese. Dopo aver appreso del rifiuto americano di rimpatriare l'Insurgent, Desfourneaux si dichiarò oltragiato e ordinò che tutte le navi e le proprietà americane sull'isola venissero sequestrate, denunciando inoltre lo stato di guerra esistente tra gli Stati Uniti e Guadalupa. Dopo aver continuato la loro navigazione per un paio di settimane, sia l'Insurgent che la Constellation furono costrette a rientrare a Norfolk, entro la fine di marzo, a causa della scadenza dei termini di arruolamento dei loro equipaggi. Nella sua successiva crociera la Constellation duellò con successo contro la Vengeance, anche se questa fregata francese sfuggì al destino de L'Insurgente.

### Annotazioni
1. ↑  Era comune per le navi militari statunitensi durante la quasi-guerra trasportare più armi rispetto al numero previsto nella loro valutazione ufficiale[6].
2. ↑  Alcune fonti riportano che la Constellation portasse addirittura 48 cannoni, con 10 pezzi da 12 libbre in più[9].
3. ↑  Truxton avrebbe affermato in seguito che il colpo de L'Insurgente era stato sparato sopravento per annunciare il combattimento, mentre Barreau sostenne invece di aver ordinato di sparare un colpo sottovento per segnalare l'intenzione di parlamentare[1].
4. ↑  La prima cattura ufficiale era già avvenuta il 7 luglio 1798, quando la USS Delaware aveva catturato senza alcuna resistenza la nave corsara francese La Croyable.
5. ↑  Il tribunale statunitense sopraintendente alle catture sul mare (per diritto di guerra).

### Fonti
1. 1 2  Palmer, p. 81.
2. ↑  Allen, p. 83.
3. ↑  Palmer, p. 97.
4. ↑  Cutler, p. 25.
5. ↑  Palmer, p. 98.
6. ↑  Palmer, p. 23.
7. 1 2  Bauer, p. 9.
8. 1 2  Allen, p. 99.
9. ↑  Roberts, p. 45.
10. 1 2  Allen, p. 98.
11. ↑  Allen, p. 96.
12. 1 2  Palmer, p. 99.
13. 1 2  Toll, p. 117.
14. ↑  Allen, p. 97.
15. ↑  Spears, p. 320.
16. ↑  Roberts, p. 47.
17. ↑  Spears, p. 321.
18. ↑  Spears, p. 322.
19. ↑  Sweetman 2002, p. 16.
20. ↑  Allen, p. 100.
21. 1 2  Spears, p. 323.
22. ↑  Martin, p. 29.
23. ↑  Palmer, p. 133.
24. ↑  Palmer, p. 134.
25. 1 2  James, p. 32.
26. ↑  Cutler, p. 22.
27. ↑  Troude, pp. 169-170.
28. ↑  Bonnel, p. 98.
29. ↑  Allen, p. 103.
30. ↑  Allen, p. 104.